# Ponte di Øresund
Il ponte di Øresund o di Öresund (in danese Øresundsforbindelsen; in svedese Öresundsförbindelsen, "il collegamento di Öresund") è parte di una tratta mista stradale/ferroviaria che collega Danimarca e Svezia con estremi nelle località rispettivamente di Copenaghen e Malmö. Laddove la tratta è lunga circa 15 km, il ponte è circa 7,8 km.
Si tratta del ponte strallato più lungo d'Europa adibito al traffico stradale e ferroviario con una campata centrale di 490 m; fu inaugurato il 1º luglio 2000 alla presenza del re di Svezia Carlo XVI Gustavo e della regina di Danimarca Margherita II. Il design del ponte è opera dello studio danese di architettura Dissing+Weitling.

## Storia

### Nome
Il nome della società che gestisce il ponte è "Øresundsbron" (ovvero "Il ponte di Øresund"), un misto dello svedese Öresundsbron e del danese Øresundsbroen.

### Progetti scartati
Per anni si è discusso su un collegamento fisso tra Danimarca e Svezia. Una delle proposte più radicali era quella di costruire delle dighe attorno allo stretto che divide i due Paesi e creare della terraferma per costruire un ponte.
Si è scelta poi la via di collegamento Limhamn-Amager piuttosto che, ad esempio, Helsingborg-Helsingør, soprattutto per motivi politici. Il comune di Helsingør era infatti contrario a tutto il traffico che si sarebbe generato nella cittadina danese; d'altra parte, una maggiore movimentazione di merci e persone era proprio l'obiettivo di Malmö. In ogni caso, il tunnel avrebbe dovuto essere molto più lungo della tratta Helsingborg-Helsingør, in parte perché il mare lì è profondo 40 metri e in parte perché il fondo avrebbe creato difficoltà di tipo geologico.

### Collegamento tra Svezia e Danimarca
L'Øresundsbron è uno dei più grandi progetti infrastrutturali nella storia europea. Il suo completamento ha soddisfatto l'antica ambizione di collegare Svezia e Danimarca attraverso l'Øresund, mettendo in comunicazione Copenaghen, la capitale danese, direttamente con il capoluogo regionale svedese di Malmö.
Il collegamento è formato da una autostrada e da una ferrovia a doppio binario. La strada che attraversa il collegamento è la strada europea E20. Esso è parte dell'asse viario dell'Øresund, che collega la capitale danese Copenaghen con Malmö in Svezia.
Da Lernacken, a sud di Malmö parte un ponte lungo 7845 metri sopra Øresund. 5,35 km del ponte sono in territorio svedese e il pilone alto 203,5 metri è la costruzione più alta del Paese.
Il ponte porta fino all'isola artificiale di Peberholm, lunga ben 4,05 km, dopo la quale prosegue con un tunnel sotterraneo, per poi riemergere vicino all'aeroporto Kastrup di Copenaghen.
Il collegamento fisso dell'Øresund permetterà a 3,5 milioni di abitanti dell'area Copenaghen-Malmö (le cui attività commerciali soffrivano per i lunghi tempi di attraversamento dello stretto imposti dai traghetti) di sviluppare un grande centro nordeuropeo per gli affari, i trasporti, la ricerca e l'educazione.
Insieme al ponte sul Grande Belt assicura inoltre la comunicazione ferroviaria e autostradale tra la penisola scandinava e il continente europeo.

### Caratteristiche della struttura
Il ponte è costruito in modo tale da far passare la ferrovia esattamente sotto la via asfaltata. Sull'isola di Peberholm la ferrovia si allontana un po' dall'autostrada per poi riavvicinarvisi prima di entrare nel tunnel che attraversa Öresund, tunnel che è formato da 4 gallerie separate collegate da tunnel laterali.
La rampa occidentale è composta da 22 campate, 18 delle quali possiedono una lunghezza di 140 metri ciascuna. La rampa orientale, lunga 3739 metri, è composta da 28 campate, 24 delle quali possiedono una lunghezza di 140 metri ciascuna e 4 una lunghezza di 120 metri ciascuna.
Tra le due rampe s'innalza la parte superiore, il vero e proprio ponte dell'Öresund, lunga 1092 metri e con una campata centrale lunga 490 metri. I piloni sono in cemento armato, raggiungono un'altezza di 206 metri e misurano, alla base, 9,4 × 12,6 metri e, in cima, 2,6 × 5,8 metri. La sovrastruttura a due piani è ampia 30 metri e come struttura superiore ha un manto in cemento armato, al quale si uniscono perpendicolarmente delle travi reticolari in acciaio. Sul ponte di coperta è disposta l'autostrada a quattro corsie; sulla trave a tralicci, sottostante l'autostrada, corrono i due binari ferroviari. Il passaggio ai ciclisti non è concesso. Al di sopra d'un livello d'acqua normale, il ponte superiore ha un'altezza libera di transito navale di 57 metri. 

## Dettagli di realizzazione
I 140 metri del segmento finale del ponte sull'Öresund si sono incastrati perfettamente al loro posto il 14 agosto 1999. Dopo quattro anni il progetto "Ponte e tunnel dell'Öresund" (comunemente noto come "Collegamento fisso dell'Öresund") lungo 16 km, poteva dirsi quasi terminato.
Con l'eccezione degli slanciati piloni in cemento che sorreggono il ponte a tiranti, ogni gigantesca, pesantissima parte del collegamento fisso è stata gettata o costruita altrove, fatta galleggiare fino al sito e montata, pezzo per pezzo, sul posto.
Il collegamento comprende tre grandi strutture: il più lungo tunnel sottomarino ferroviario e stradale al mondo (oltre 4 km), un ponte di 7,8 km con una sezione a tiranti al centro, e un'isola artificiale lunga 4 km costruita nel mezzo dello stretto, dove tunnel e ponte si incontrano. Chiave del progetto sono stati alcuni ingegnosi metodi di prefabbricazione. Essi hanno minimizzato la necessità del pericoloso e difficile lavoro in mare, rendendo possibile la costruzione del ponte e del tunnel in un ambiente controllato e consentendo così di mantenere basso il numero di incidenti sul lavoro.
Il segmento di tunnel del collegamento, che va dalla costa danese all'isola artificiale, consiste di cinque gallerie parallele: due per la ferrovia, due per l'autostrada e una più piccola, ausiliaria, da usarsi per emergenza. Il tunnel è formato da 20 elementi prefabbricati in cemento, e ogni elemento è fatto di 8 sezioni separate.

### Costruzione modulare

#### Galleria Drogden

Sezione trasversale della galleria Drogden

I lavoratori di una fabbrica appositamente costruita 12 km a nord della galleria hanno gettato le sezioni di cemento della galleria al coperto (ognuna in singolo ciclo della durata di 30 ore) e quindi le hanno unite insieme per formare un elemento di tunnel. Un singolo elemento è lungo 176 metri, largo 42 metri e alto quasi 9 metri, e ha un peso di circa 57 000 tonnellate.
Le estremità di ogni elemento di tunnel completato sono state poi sigillate con enormi paratie di acciaio e il pezzo è stato trainato da rimorchiatori fino al luogo di assemblaggio. Il segmento finale è stato posizionato nello scavo del tunnel il 6 gennaio 1999. Il 26 gennaio un gruppo di operai ha aperto le porte stagne fra gli ultimi due segmenti di tunnel, connettendo Copenaghen, sulla costa danese, con l'isola di Peberholm.

##### Gettata della galleria
Nella fabbrica a nord del cantiere, gli operai gettavano ogni elemento, lungo 176 metri, e pesante 57 000 tonnellate, in 8 sezioni individuali lunghe 22 metri. Via via che ogni sezione veniva unita alla successiva, martinetti idraulici spingevano l'elemento in via di allungamento fuori del pozzo di gettata, su una rampa situata in un bacino asciutto e poco profondo adiacente a un altro di acqua profonda. Una volta che tutte le 8 sezioni erano gettate e unite fra loro a formare un elemento completo, ognuna delle cinque gallerie del tunnel veniva sigillata con paratie stagne in acciaio, creando una sorta di scafo galleggiante in cemento pieno d'aria. La porta scorrevole sul retro del bacino poco profondo veniva allora chiusa e il bacino era allagato con circa 10 metri d'acqua, finché l'elemento di tunnel iniziava a galleggiare. L'elemento era allora trainato nel bacino profondo, in attesa di essere rimorchiato al luogo dove veniva realizzata la galleria. A questo punto i lavoratori facevano uscire l'acqua dal bacino poco profondo, creando lo spazio necessario alla costruzione dell'elemento successivo.

##### Rimorchio delle sezioni del tunnel sul sito
Una volta che uno degli enormi elementi della galleria (equipaggiato con pontoni e galleggiando quasi completamente immerso) era stato spostato nel bacino profondo, alcuni rimorchiatori lo trainavano fino al cantiere della galleria. Quando l'elemento raggiungeva il sito, gli ingegneri lo posizionavano sopra la trincea della galleria assicurandolo a 8 piattaforme di ancoraggio fissate al fondo marino.
Successivamente pompavano acqua dentro i serbatoi di zavorra all'interno della galleria, facendola scendere nella trincea. Il posizionamento finale, di precisione, avveniva con l'aiuto del Global Positioning System (GPS), che permetteva ai lavoratori di sistemare l'elemento nella trincea con uno scarto sulla posizione prevista inferiore ai 5 cm. Per connettere i pezzi della galleria, l'elemento appena immerso veniva trascinato contro il precedente, mentre una serie di guarnizioni di gomma veniva installata fra i due. Appena i quest’ultimi venivano a contatto, una piccola quantità di acqua restava intrappolata fra loro. Quando quest'acqua veniva pompata fuori, la pressione esterna dell'acqua comprimeva le guarnizioni sigillando la giuntura. Gli operai quindi rimuovevano le grandi paratie in acciaio fra gli elementi e zavorravano il pezzo appena arrivato con cemento, in modo che non potesse più spostarsi.

#### Ponte
Per il ponte dall'isola di Peberholm a Malmö, gli ingegneri responsabili hanno scelto un progetto di ponte strallato per la sezione centrale di 1092 metri. In questo progetto il piano del ponte è sorretto principalmente da una serie di cavi rettilinei ancorati direttamente ai piloni verticali, e non da 2 o più cavi principali, come nei tradizionali ponti sospesi. Questo dà la libertà di progettare senza dover pensare ai giganteschi blocchi di ancoraggio alla fine dei cavi principali, ma anche di poter creare un ponte così robusto da essere in grado di reggere il peso cumulativo del collegamento stradale e ferroviario. È da notare il fatto che il ponte sull'Öresund sopporta il massimo carico fino a quel momento mai previsto per un ponte strallato.
Come il tunnel, anche il ponte sull'Öresund è stato in massima parte prefabbricato. Uno stabilimento sulla costa orientale della Svezia ha prodotto le 8 travi portanti per il ponte a tiranti. Queste sono state poi trasportate per mezzo di chiatte fino a Malmö per l'assemblaggio finale. Le due sezioni di avvicinamento del ponte su ogni lato dell'alta campata centrale consistono di 49 travi, ognuna del peso di 6000 tonnellate. Questi segmenti sono stati fabbricati e montati in Spagna. Per trasportare i segmenti di ponte al luogo di costruzione e metterli in posto è stata utilizzata una gru galleggiante appositamente realizzata per quest'opera, la Svanen (che significa "cigno" in lingua svedese).

##### Costruzione del ponte
A parte gli slanciati piloni principali, che sono stati gettati sul posto, tutti gli altri componenti del ponte (i cassoni, i pilastri del ponte di avvicinamento, le travi del ponte strallato) sono stati calati sul posto dalla gru Svanen. Specialmente modificata per il progetto Öresund, la Svanen ha una capacità massima di sollevamento di 8700 tonnellate. La versatile gru può posizionare i più pesanti elementi di acciaio e cemento con estrema precisione. Come detto prima, il piano superiore in cemento del ponte sostiene l'autostrada, il piano inferiore contiene i binari ferroviari.

##### Ancoraggio del ponte
Il ponte a tiranti è sostenuto da piloni consistenti in 2 torri gemelle. Queste torri si alzano per 204 metri sul livello del mare, facendo del ponte la più alta struttura in cemento della Svezia. I cavi del ponte seguono la classica disposizione ad arpa di questo tipo di strutture e sono ancorati alle travi di 500 metri della campata centrale del ponte a intervalli di 20 metri e ai piloni a intervalli di 12 metri. Le fondazioni per i piloni e per i pilastri dei ponti di avvicinamento sono costituite da cassoni prefabbricati in cemento di 20000 tonnellate, alti più di 20 metri. Proprio come molte altre parti del progetto, questi pezzi sono stati gettati in un bacino asciutto nel porto di Malmö e poi rimorchiati fino al luogo del ponte per l'installazione sotto la superficie dell'acqua. I montanti dei piloni sono stati costruiti sopra i cassoni usando casseforme in grado di salire al procedere della costruzione e gabbie prefabbricate di acciaio rinforzato.

#### Isola artificiale
La costruzione del collegamento ha richiesto una impegnativa opera di dragaggio e il riporto di molti milioni di metri cubi di materiale estratto dal fondo marino. La trincea del tunnel ha richiesto l'estrazione di 2,2 milioni di metri cubi di materiale. Ulteriori 1,8 milioni di metri cubi sono stati scavati durante i cosiddetti "dragaggi di compensazione", che hanno imposto una ridefinizione delle rotte navali nei canali Flinte e Drogden e sono serviti a evitare di bloccare gli scambi di acqua fra l'Öresund e il Mar Baltico (in mancanza di questi scambi verrebbe alterato il bilancio dei sali e dell'ossigeno disciolti). Le squadre di costruzione sono riuscite a utilizzare tutto il materiale dragato dal fondo marino, principalmente per la creazione dell'isola artificiale di Peberholm.

## Pedaggio
Nel 2025, i prezzi del pedaggio richiesto per attraversare il ponte sono i seguenti (sola andata, senza sconto, compresa IVA al 25%) in corone danesi (DKK), corone svedesi (SEK), ed euro (EUR):
| Tipo di veicolo         | DKK     | SEK      | EUR    |
| ----------------------- | ------- | -------- | ------ |
| Automobile (<6m)        | 460 DKK | 711 SEK  | € 62   |
| Auto + rimorchio (<15m) | 920 DKK | 1423 SEK | € 123  |
| Camper (<10m)           | 920 DKK | 1423 SEK | € 123  |
| Motociclo               | 235 DKK | 363 SEK  | € 31,5 |
| Bus turistico/di linea  | 920 DKK | 1423 SEK | € 123  |

## Galleria d'immagini

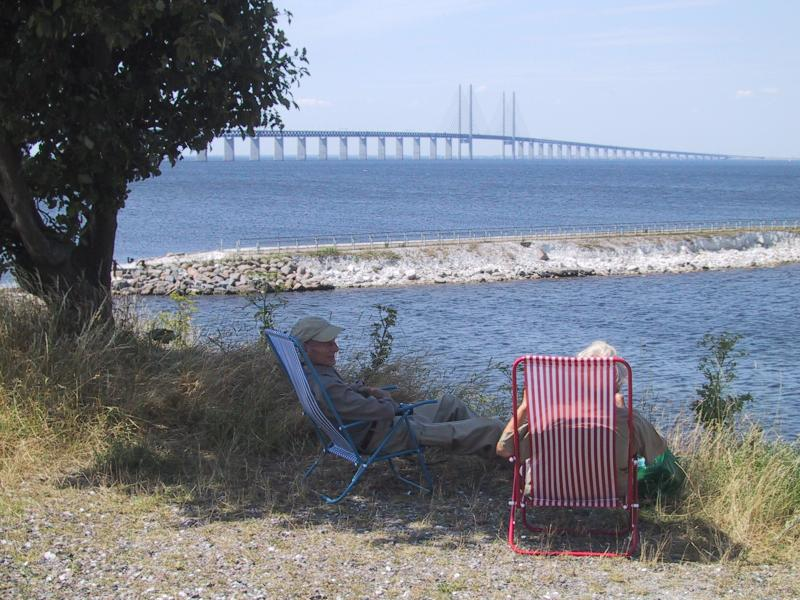
Il ponte visto dalla Svezia
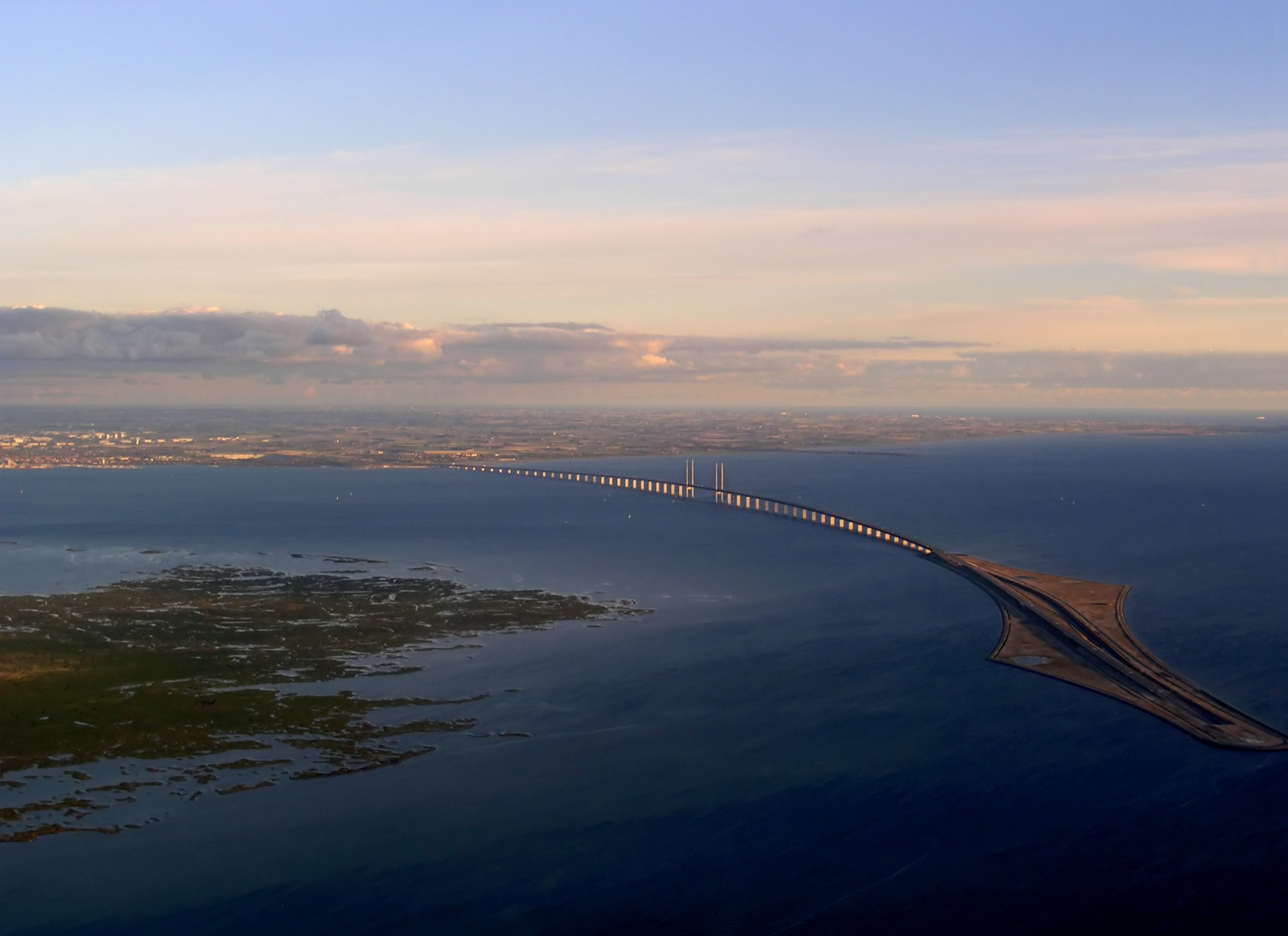
Ripresa aerea
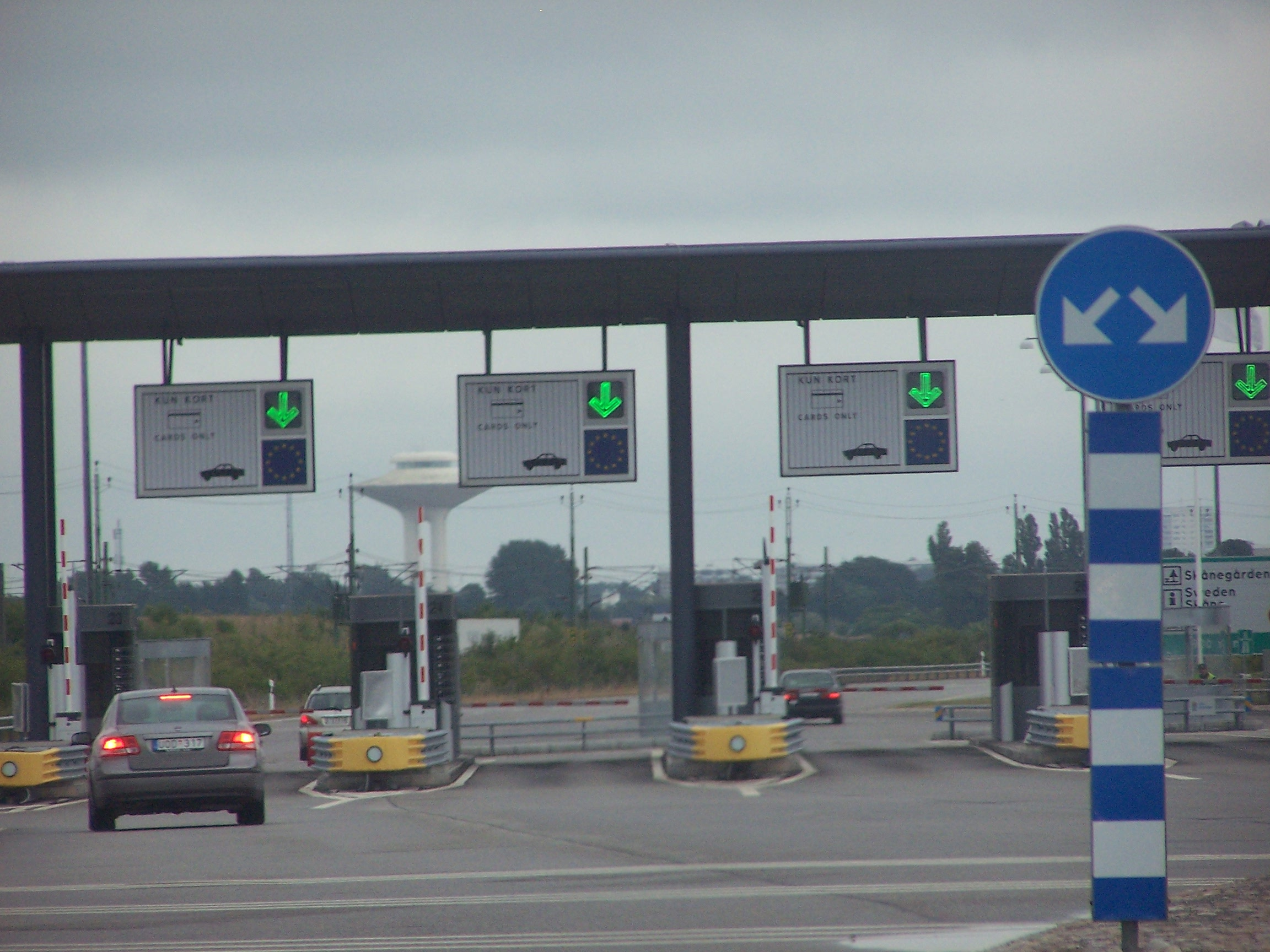
Casello autostradale
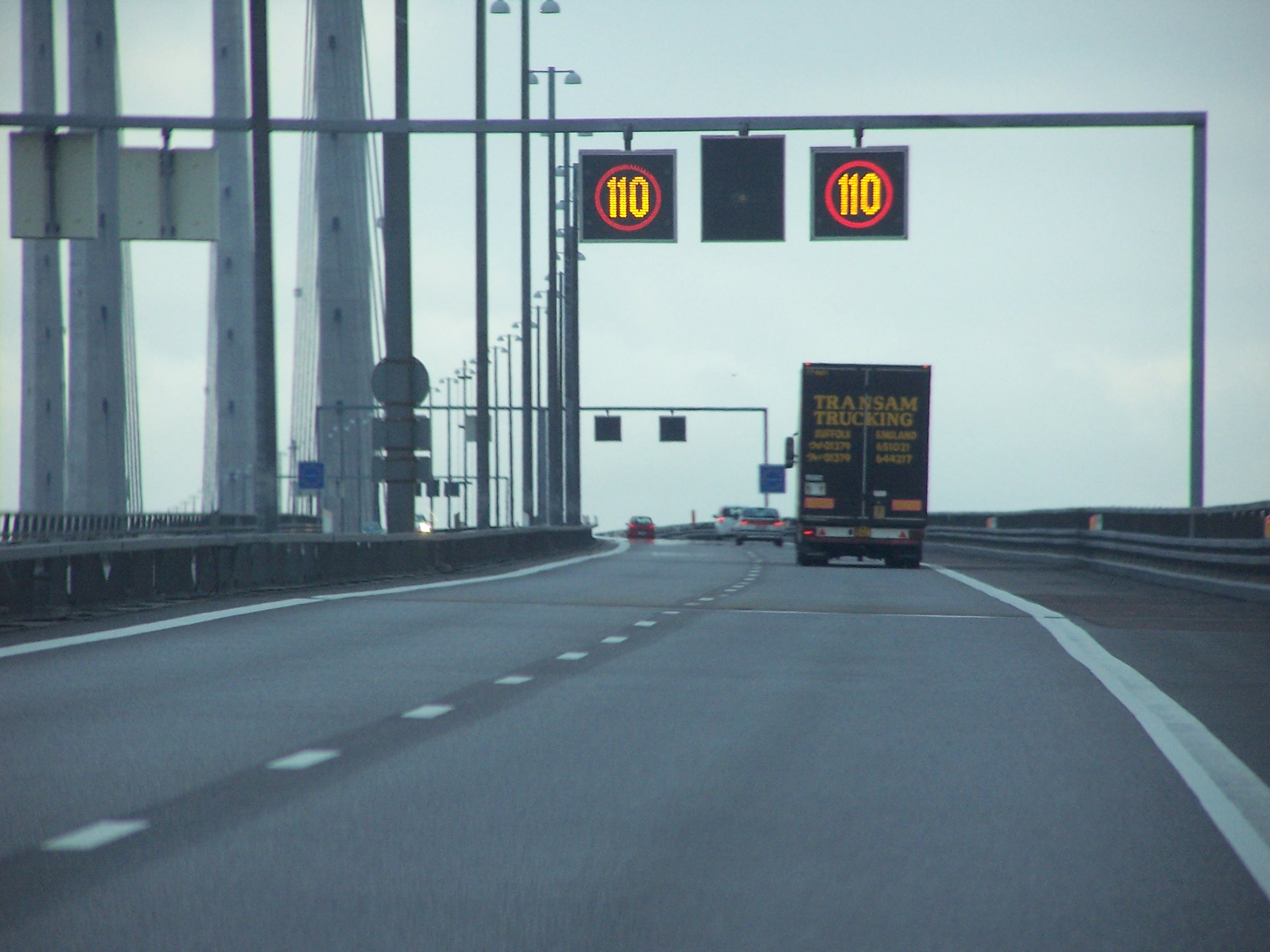
Sul ponte